# Педерсон, Марк
Марк Педерсон (фр. Mark Pederson, 14 января 1968 года, Прелат, Саскачеван, Канада) — канадский хоккеист и тренер.

## Карьера игрока
В качестве хоккеиста провел 169 игр в НХЛ за «Монреаль Канадиенс», «Филадельфию Флайерз», «Сан-Хосе Шаркс» и «Детройт Ред Уингз». Всего в лиге Петерсон набрал 85 очков (35 голов + 50 передач). Позднее выступал в Австрии и в Германии.
В 1988 году нападающий в составе Канады побеждал на Чемпионате мира среди молодежных команд в Москве.

## Карьера тренера
Закончив играть, Марк Петерсон занялся тренерской работой. Являлся помощником наставника в клубе ECHL «Бейкерсфилд Кондорс», пока в 2009 году он не был отстранен после антисимитских высказываний в отношении главного тренера команды Джейсона Бейли. Это решении Педерсон пытался оспорить в течение нескольких лет. В 2009-10 гг. он возглавлял сборную Сербии, после чего он переехал в Японию. Затем Педерсон долгое время работал с датским коллективом «Эсбьерг Энерджи», вместе с которым канадец дважды побеждал в чемпионате страны. Несколько сезонов специалист совмещал должности главного тренера и генерального менеджера.

## Достижения

### Хоккеиста
- Чемпион мира по хоккею среди молодежных команд (1): 1988.
- Чемпион Германии (1): 2000/01.
- Участник матча звезд WHL (2): 1987, 1988.

### Тренера
- Чемпион Дании (2): 2015/16, 2016/17.
- Бронзовый призер Азиатской хоккейной лиги (1): 2012.
- Лучший хоккейный тренер года в Дании (1): 2016.